# Valle de Piedras Encimadas
A Valle de Piedras Encimadas (magyarul: Felhalmozott Kövek Völgye) Mexikó egyik természeti különlegessége Puebla állam területén. A völgyben óriási, különleges alakú sziklák láthatók szétszórtan.

## Elhelyezkedése

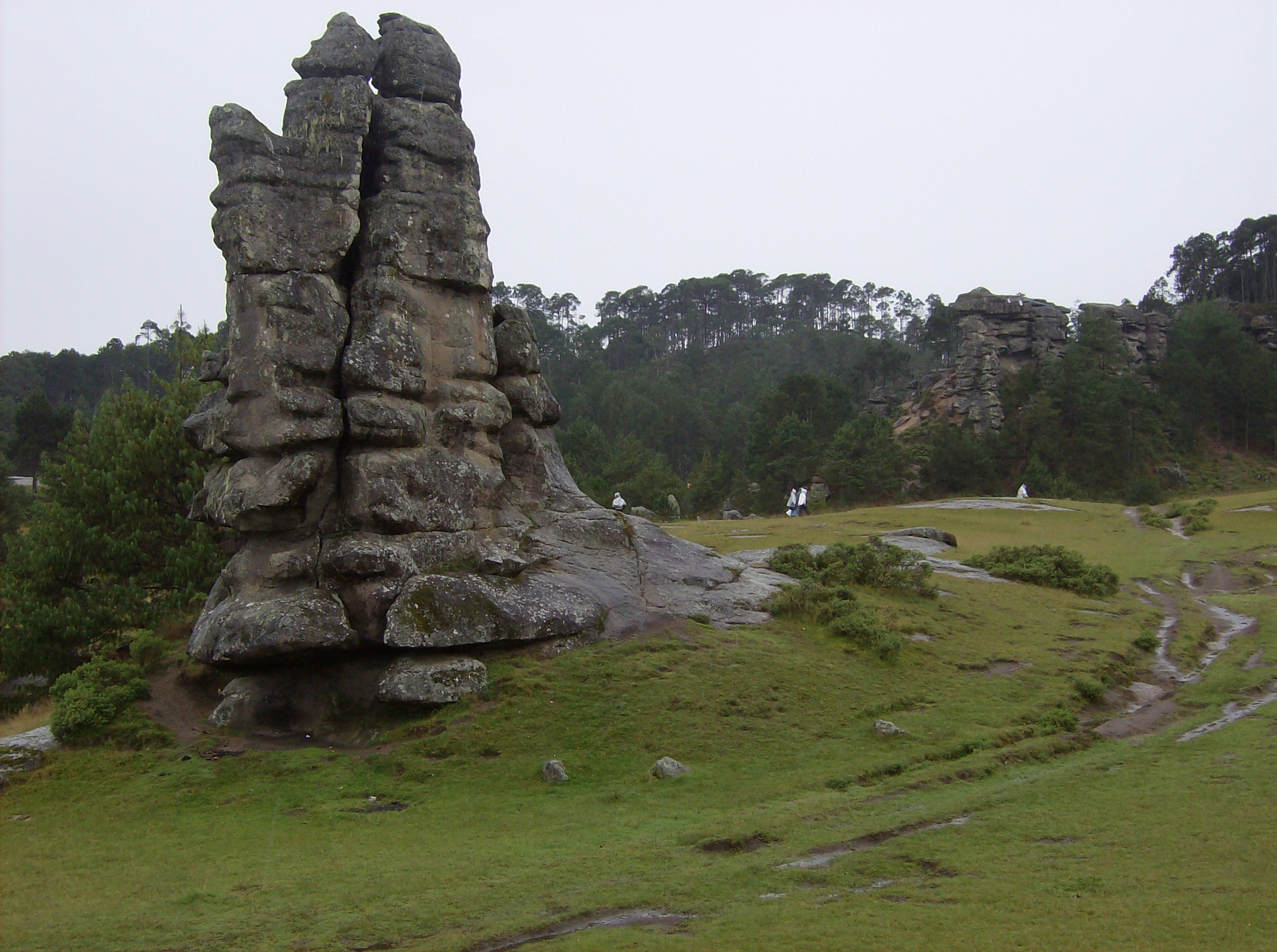
Ez a torony valóban olyan, mintha egymásra halmozott kövekből állna

A völgy Puebla állam északkeleti részén, a Sierra Norte régióban, Zacatlán község területén található, Hidalgo állam határától kb. 12 km-re, Veracruzétól 35 km-re. A környező 2500–2700 m magas hegyek között húzódó fő völgy délnyugatról északkelet felé lejt, mintegy 2300 méteres magasságból kevesebb mint 1,5 km alatt 2000 méter alá mélyül és tovább is folytatódik északkelet felé, de ott már nincsenek ilyen látványos sziklaképződmények. A völgy kezdetétől néhány száz méterre délnyugatra egy kb. 2500 méteres magasságban fekvő, jórészt fátlan, fenyvesekkel körülvett, füves fennsík terül el, itt is látható több különleges szikla. A nyáron zöldellő, időnként még ködbe is burkolózó rét tavaszra jórészt kiszárad, növényzete sárgás színt vesz fel, és általában eltűnik a máskor itt folydogáló kis folyó is.
A völgy közvetlen közelében levő Camotepec faluba Zacatlánból külön kisbuszok indulnak, főként az ide induló turisták kedvéért.

## Turizmus
A terület az utóbbi időkben egy kiépített turistalátványossággá vált: csak nyitvatartási időben (a hét minden napján 9 és 18 óra között), belépődíjért látogatható. A gyalogos látogatás mellett lehetőség van lóval vagy kerékpárral bejárni a területet (motoros járművel azonban tilos), kiépítettek egy kis gasztronómiai központot is, ahol hétvégeken helyi ételkülönlegességekkel kínálják a vendéget, és a vendégházakon kívül a sátorozás is egyfajta szálláslehetőséget biztosít. Emellett kis kézműves- és ajándékbolt is várja a turistákat, és néhány helyen lehetőség van köteles sziklamászásra is.

## A sziklaalakzatok kialakulása

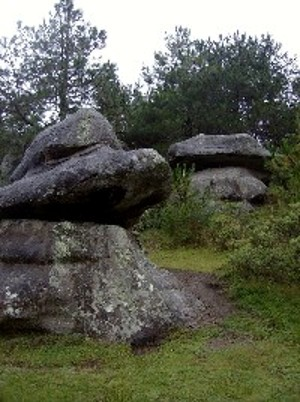
Néhány szikla a völgyben

Léteznek legendák, melyek szerint a kövek nem mások, mint a régi azték istenek által gonoszságuk miatt kővé változtatott óriások, de a tudomány mást mond. A mexikóvárosi UNAM egyetem kutatóinak vizsgálata szerint a sziklák anyaga a földtörténeti harmadidőszak paleocén korából származik, mintegy 60–65 millió évvel ezelőttről. Az eredeti kőanyagban különféle összetételű részletek váltakoztak, ezek pedig az őket évmilliók alatt folyamatosan érő fizikai és kémiai hatások hatására különböző mértékben koptak el. Végül a szélnek, esőnek, oxidációnak leginkább ellenálló konkréciók maradtak egyben, a körülöttük levő anyag lassacskán lepusztult. Így keletkezhettek a megdöbbentő alakzatok, tele lyukakkal, vékony, magas oszlopokkal, valóságos kőkapukkal és kőgombákkal.